# Muzio Attendolo Sforza

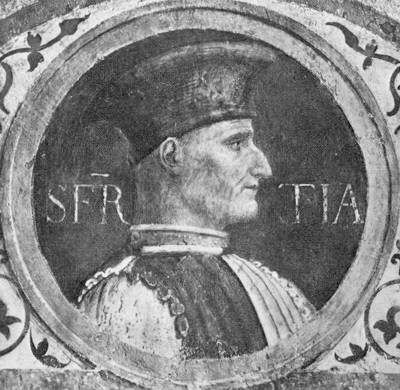
Muzio Attendolo Sforza

Giacomo oder Muzio Attendolo, manchmal auch Giacomuzzo (* 10. Juni 1369 in Cotignola in der Romagna; † 4. Januar 1424 im Fluss Pescara bei L’Aquila) war ein Condottiere bäuerlicher Herkunft. Er war der Sohn von Giovanni Attendolo und von Elisa, die vermutlich eine Tochter des Ugolino Petracini war.

## Leben
Muzio Attendolo wurde der Anführer der Bande von Abenteurern, die ihn zuvor entführt hatte. Er nahm den Namen Sforza an, was Bezwinger bedeutet, kämpfte für Perugia, Mailand und Florenz, diente in Neapel unter Königin Johanna II., kämpfte gegen die Spanier, diente Papst Martin V., der ihn zum römischen Grafen erhob.
In seinem Dienst für Johanna II. beherrschten Sforza und ihr Liebhaber Pandolfo Alopo die Königin völlig, während die Barone des Königreichs ihr einen Ehemann an die Seite stellen wollten, der stark genug sein sollte, die Macht ihrer Favoriten zu brechen, aber nicht selbst König werden wollte. Die Wahl fiel auf Jakob II. von La Marche (1370–1438), die Hochzeit wurde 1415 gefeiert. Jakob machte sich jedoch zum König, ließ Alopo töten, Sforza einkerkern und hielt seine Frau fast in Isolation, was wiederum zu Reaktionen bei den Baronen führte, die Jakob zwangen, Sforza freizulassen, auf sein Königtum zu verzichten und schließlich das Land zu verlassen.
Kurz darauf sandte Johanna Sforza aus, ihre Macht in Rom wiederherzustellen, wo die Neapolitaner nach Ladislaus’ Tod verjagt worden waren. Sforza drang in die Stadt ein und zwang den Condottiere Braccio da Montone, der Rom im Auftrag des Papstes verteidigte, abzuziehen (1416). Als aber Oddo Colonna 1417 als Martin V. zum Papst gewählt worden war, verbündete dieser sich mit Johanna, die wiederum versprach, Rom aufzugeben und Sforza nach Neapel zurückzuholen. Letzterer fand sich nun ohne Einfluss bei der Königin, die jetzt völlig von ihrem neuen Liebhaber Giovanni (Sergianni) Caracciolo dominiert wurde. In der Hoffnung, seine Position wiederherstellen zu können und Caracciolo zu vernichten, förderte Sforza die Ansprüche Ludwigs III. von Anjou auf den Thron Neapels, der Johannas Nachfolger nach ihrem Tod werden wollte, was auch die Zustimmung des Papstes fand. Durch Einflussnahme Caracciolas weigerte Johanna sich jedoch, Ludwig zu adoptieren, stattdessen rief sie Alfons V. von Aragon zu Hilfe, dem sie dafür die Erbschaft versprach und ihn 1420 adoptierte. Das Ergebnis dieser Diplomatie war ein Krieg zwischen Johanna und Alfons auf der einen, Ludwig und Sforza, letztere mit Unterstützung des Papstes, auf der anderen Seite, der 1422 mit dem Sieg der Monarchen und einem Friedensschluss endete. Meinungsverschiedenheiten zwischen den Aragonesen und Neapolitanern führten dann dazu, dass Caracciolo verhaftet wurde, woraufhin Johanna, um ihre eigene Sicherheit fürchtend, wiederum Sforza um Hilfe bat, der sie mit Mühe nach Aversa bringen konnte, wo sie 1423 Ludwig von Anjou anstelle des aus ihrer Sicht undankbaren Alfons adoptierte.
Muzio Attendolo Sforza ertrank am 4. Januar 1424 auf einem Feldzug im Pescara bei L’Aquila.

## Familie
Er war seit dem 16. Juli 1415 mit Caterina Orsini verheiratet. Er hatte drei Söhne, die aber von seiner Mätresse Lucia von Torsano stammen:
- Francesco I. Sforza (1401–1466), 1450 Herzog von Mailand
- Alessandro Sforza (1409–1473), 1445 Herr von Pesaro
- Bosio Sforza (1411–1476), Graf von San Fiora